# Pseudosinella tarraconensis
Pseudosinella tarraconensis is een springstaartensoort uit de familie van de Entomobryidae. De wetenschappelijke naam van de soort is voor het eerst geldig gepubliceerd in 1929 door Bonet.